# Francisco Velázquez de Gijón
Francisco Velázquez de Gijón fue un administrador real español nombrado por el rey Felipe II de España gobernador de Yucatán el 8 de abril de 1573 por un periodo de cuatro años que no terminó.

## Biografía
Nacido en la villa segoviana de Cuéllar en el primer tercio del siglo XVI, fue hijo de Fortuño Velázquez, cazador mayor del duque de Alburquerque, y de Francisca de Gijón, ambos naturales de la nombrada Cuéllar, y nieto por línea paterna de Gómez Velázquez y de Ana Vélez de Guevara, él natural de Cuéllar y ella de la villa de Peñafiel. Perteneció por tanto a la Casa de Velázquez de Cuéllar, cuya casa solar era el palacio de los Velázquez, por lo que le unía un parentesco con el gobernador de Cuba Diego Velázquez de Cuéllar y otros españoles afincados en América pertenecientes a la misma familia.
Tomó posesión como gobernador de Yucatán el 16 de septiembre de 1573 nombrando como teniente asesor al bachiller Álvaro Tinoco y Carvajal. A su llegada a la provincia se abocó al juicio de residencia de su antecesor, Diego de Santillán y Pineda.
Durante su gobierno dio prioridad al acoso de los piratas sobre los litorales de la península de Yucatán, al trabajo de los indígenas mayas que fue tema a lo largo de la primera centuria después de la conquista y a los tributos que eran requeridos para satisfacer las exigencias de la corona y desde luego para impulsar el desarrollo de la región y sus ingentes necesidades a partir de la pacificación.
El trabajo de los indígenas fue tema central en las relaciones que se dieron durante todo el siglo XVI en Yucatán entre encomenderos, conquistadores originales y los religiosos franciscanos que llegaron para la evangelización de los mayas dominados a partir de la conquista. Diego de Landa que regresó a Yucatán como obispo en 1572 y el gobernador sostuvieron una relación muy conflictiva por ese motivo, ya que Velázquez de Gijón mantuvo el criterio de los encomenderos de que debería usarse la mano de obra indígena en todo cuanto fuera necesario, a diferencia de lo que postulaban los religiosos encabezados por su obispo y a vHeces el Defensor de Indios, Francisco Palomino (este fue acusado más tarde de quedarse en su beneficio con los bienes que correspondían a los indígenas que debía proteger), en el sentido de que los naturales dominados no deberían ser usados como bestias de carga, ni como parte del servicio doméstico en las casas de los españoles, ni para servicio personal de ellos en las milpas, granjerías y otras labores, mucho menos cuando no existiera una remuneración justa pactada entre las partes y pagada oportunamente.
El gobernador Velázquez de Gijón impulsó la industria del añil (a partir del palo de tinte), producto de la región que hizo crecer la economía y generó recursos a través de su exportación, razón por la cual se reguló y se promovió intensamente la actividad.
Las constantes disputas entre el gobernador y los religiosos, cuyos ecos llegaron tanto a la Real Audiencia de México, informada directamente por Diego de Landa, y a España, hicieron que el rey designara un sucesor para Francisco Velázquez de Gijón antes de que concluyera su periodo, con el consiguiente disgusto de los encomenderos que veían muy bien representados y defendidos sus intereses por quien encabezaba el gobierno. Así lo hicieron saber por diversos conductos a la corona, que prestó caso omiso a tales señalamientos. Guillén de las Casas fue designado gobernador de Yucatán en diciembre de 1575, aunque este no se apresuró a llegar a su destino sino hasta entrado el año de 1577, en que, en el mes de septiembre, se presentó en la villa de Santa María de la Victoria, en Tabasco, que era parte integrante de la provincia de Yucatán, en donde tomó posesión de su gubernatura.
Velázquez de Gijón falleció en su villa natal al poco de regresar de la Nueva España, en el año 1585.